# Ибадов, Рамазан Магеррам оглы
Рамаза́н Магерра́м оглы́ Иба́дов (1 мая 1926 год, Ленкорань, Азербайджанская ССР — 29 августа 2000 год, Баку, Азербайджан) — советский передовик производства, старший моторист танкера «Алёша Джапаридзе» Каспийского морского пароходства Министерства морского флота СССР. Герой Социалистического Труда (1971).

## Биография
Родился 1 мая 1926 года в городе Ленкорань Азербайджанской ССР в рабочей азербайджанской семье.
С 1942 года в период Великой Отечественной войны, в возрасте шестнадцати лет, начал свою трудовую деятельность учеником моториста и с 1942 по 1958 годы в течение шестнадцати лет работал в должности — старшего моториста на танкере «Жданов» Каспийского морского пароходства Азербайджанской ССР.  В 1953 году был награждён  Медалью «За трудовое отличие».
С 1958 года работал старшим мотористом на теплоходе «Алёша Джапаридзе» Каспийского морского пароходства Азербайджанской ССР, был высококвалифицированным специалистом в своей области, периодически заменял второго механика теплохода. Рамазан Ибадов занимался рационализаторской деятельностью, его предложения позволили совершенствовать систему ремонта механизмов, что способствовало экономии смазочных материалов и топлива. Рамазан Ибадов досрочно выполнял взятые на себя социалистические обязательства и первым в своей отрасли был  удостоен звания — «Ударник коммунистического труда». 29 июля 1966 года  Указом Президиума Верховного Совета СССР «за выдающиеся трудовые успехи»  Рамазан Ибадов был награждён Орденом «Знак Почёта»
4 мая 1971 года  Указом Президиума Верховного Совета СССР «за выдающиеся успехи, достигнутые в выполнении заданий пятилетнего плана развития морского транспорта»  Рамазан Ибадов был удостоен звания Героя Социалистического Труда с вручением Ордена Ленина и золотой медали «Серп и Молот».  
В последующем работал — старшим мотористом сухогрузного судна «Узеир Гаджибеков». Помимо основной деятельности занимался и общественно-политической работой: в 1982 году был делегатом XVII съезда профсоюзов, избирался депутатом Бакинского городского Совета народных депутатов
С 1985 года после выхода на заслуженный отдых жил в городе Баку.
Скончался 29 августа 2000 года в Баку. 

## Награды
- Медаль «Серп и Молот» (04.05.1971)
- Орден Ленина (04.05.1971)
- Орден «Знак Почёта» (29.07.1966)
- Медаль «За трудовое отличие» (26.02.1953)